# 室津 (上関町)
室津（むろつ）は、山口県熊毛郡上関町の大字。2014年1月末現在の人口は1,032人。郵便番号は742-1403（上関郵便局管区）。本項ではかつて同区域に存在した室津村（むろつむら）についても述べる。

## 地理
上関町のうち唯一本州に属する。西・南で周防灘に面し、東で柳井市大字阿月、北で平生町大字尾月に接する。北西の平生町方面から長島との間に架かる上関大橋に向けて山口県道23号光上関線が、東の柳井市方面から上関大橋手前に向けて山口県道72号柳井上関線が、それぞれ海岸沿いに通過する。北西に皇座山がそびえる。

### 海洋
- 周防灘

### 山岳
- 皇座山

## 歴史
- 幕末 - 津名郡室津村が存在。「旧高旧領取調帳」の記載によると、明治初年時点では周防山口藩領。
- 明治4年7月14日（1871年8月29日） - 廃藩置県により山口県の管轄となる。
- 明治22年（1889年）4月1日 - 町村制の施行により、近世以来の室津村が単独で自治体を形成して室津村となる。
- 昭和33年（1958年）2月1日 - 室津村が上関村に編入。上関村が即日町制施行して上関町となる。旧・室津村は同町大字室津となる。

## 地域
- 大津
- 練尾
- 白浜
- 白浦
- 山家
- 下白
- 瀬戸町
- 中町
- 本町
- 丸山
- 新町
- 西町
- 尾熊毛
- 志田

## 交通

### バス
防長交通
- 平生営業所
  - 柳井駅前 - 周東病院前 - イオンタウン平生 - 平生 - 佐賀東 - 脇の浜 - 上関
  - 柳井駅前 - 周東病院前 - 十三割 - 平生 - 佐賀東 - 脇の浜 - 上関

上関町営バス
- 四代 - 柳井医療センター線
  - 柳井医療センター - 志田 - 室津 - 上関（ - 白井田） - 蒲井 - 四代[2]
- 大津 - 中ノ浦線
  - 室津（ - 白浜） - 練尾 - 大津
  - 室津（ - 沖ノ浜） - 上関 - 戸津 - 中ノ浦

### 道路
- 山口県道23号光上関線
- 山口県道72号柳井上関線

## 施設
- 道の駅上関海峡
- 上関郵便局
- 中央公民館
- 町民グラウンド
- 上関町斎苑
- 鳩子の湯
- 大津千葉館